# 賭俠1999
《賭俠1999》是一部1998年由王晶編劇並執導的香港電影，劉德華、張家輝和朱茵主演。雖然名叫“賭俠1999”，但並非於1999年上映，而是1998年12月18日上映。香港票房1736萬港幣，位列香港年度華語片第四位。張家輝獲第18屆香港電影金像獎最佳男配角提名。續集為1999年上映的《賭俠大戰拉斯維加斯》。

## 剧情
赌场老千阿King（劉德華飾）在情妇那里过夜，被老婆小芬发现，已经怀孕的小芬伤心离他而去。阿King和助手阿松与「烟囱」赌牌，因使用偷拍手段被烟囱发现，引起打斗。最终阿King为了自卫不得已用刀片杀了烟囱，不仅自己因此受伤成了色盲，更以误杀的罪名入狱五年。在狱中他学会了赛马的本领。
五年后，阿King出狱，被对他崇拜已久的小赌仔「化骨龙」（張家輝飾）迎接，原来是阿King的朋友靓叔让化骨龙去接他的。出来后阿King就跟化骨龙成为拍档，一起靠赛马来赚钱，他也认识了化骨龙的妹妹程程（朱茵飾）并住在她的住处。阿King识破了晴的未婚夫Raymond的骗子身份（Raymond谎称在美国上大学，其实他是一个专骗女人钱财的小白脸），后来在阿King、化骨龙以及Rocky（阿King桌球的手下败将，后拜阿King为师）等人的帮助下，设计让RAYMOND以为自己杀了阿King而为了易容导致毁容并远逃至柬埔寨，阿King因此帮助了程程并得到她的爱慕。
阿King另一方面也尽力在找小芬和孩子。在一次他被Rocky带到马交文的赌船上被为马交文做事的省鏡（烟囱的弟弟）认出。在船上阿King也看到了阿松，松对他说小芬在他出事后已经跳楼自杀了。后来阿King找到松的住处，才发现原来他入狱后小芬一直被阿松照顾着，她和儿子小King也与松生活在一起。
后来阿King陪着儿子一起游玩时遭到省鏡的报复行为，导致小King受伤住院；省鏡亦绑架了小芬和松要挟阿King帮他对付自己的老大马交文（马交文已经投入了大量赌金押在98世界杯法国队夺冠上，只要在世界杯决赛之夜在几个高手赌牌的时候能制造出让巴西队获胜的画面，从而导致馬交文心脏病的发作，就可以让馬交文吃药后喝下省鏡准备好的毒水而亡）。
受到这些打击后的阿King伤心难过，但是得到了程程的安慰。为了救回小芬和松，阿King和化骨龙找来成人电影导演梁晶负责拍摄一些世界杯的虚假表演画面。阿King打算事情完成后立即实现晴的心愿两人去欧洲旅行，并相约第二天让晴在车站等他。
世界杯决赛当晚，阿King、省鏡、牌王基、馬交文四人一边赌牌一边看已经下了注的世界杯的直播（阿King押巴西胜，馬交文押法国赢）。同时在另一边，为了制造出巴西获胜的虚假画面以刺激馬交文，梁晶制作的由足球評述員林尚偉以及化骨龙扮演朗拿度等人表演出的虚假比赛画面与真实的比赛录象穿插在一起播出。最后的画面结果是巴西对法國以三比二获胜，而现实结果则是法国以三比零大胜巴西。馬交文最后心脏病发作昏死过去。
正当省鏡以为馬交文已死赌场已属于他，并准备干掉阿King时不料馬交文却在后面用枪指着他。原来在最后一局牌时阿King给了他一张上面写有“水有毒”的黑桃2从而帮了馬交文，于是阴谋败露的省鏡被馬交文用枪干掉。最后阿King在次日上午到了约定的地点见程程，不料竟被匆忙来此的化骨龙开的车撞伤。

## 角色
| 演員   | 角色          | 備註                             |
| 劉德華 | 阿king        | 老千                             |
| 朱茵   | 晴晴          | 化骨龍妹，後與阿king在一起       |
| 張家輝 | 化骨龍        | 崇拜阿king                       |
| 李子雄 | 省鏡          | 馬交文手下                       |
| 高捷   | 馬交文        | （廣東話配音：陳欣）             |
| 張錦程 | 阿松          |                                  |
| 張慧儀 | 小芬          | 原為阿king妻，後與阿松在一起     |
| 羅明珠 |               | 阿king情婦                       |
| 李兆基 | 牌王基        |                                  |
| 吳志雄 | Rocky         |                                  |
| 黃子揚 | 葉警官        | 綽號「肥壯」，針對化骨龍的壞警察 |
| 吳毅將 | 煙囪          | 省鏡親哥                         |
| 王晶   | 捲毛          | 導演                             |
| 林尚義 | 林尚偉        | 球賽播報員                       |
| 文嘉永 | 周大維Raymond | 晴晴男友，實為小白臉             |
| 袁偉豪 | Jack          | 阿King弟弟                       |
| 楊健惠 | Angela        | 供養Raymond                      |
| 黃金棠 | 靚叔          | 交待化骨龍給阿king洗塵           |
| 張敏   |               | 在廁所被葉警官用尿噴             |
| 張贊生 |               | 警察                             |
| 麥詠麟 |               | 與Rocky玩百家樂之賭客            |
| 張華   |               | 馬交文手下                       |
| 蘇偉南 |               |                                  |
| 謝偉賢 |               | 馬交文手下                       |
| 戚務振 |               | 馬交文手下                       |
| 周美成 |               | 馬交文手下                       |
| 譚天寶 |               | 廣告中龍套                       |
| 余家豪 |               |                                  |
| 王文駿 |               | 警察                             |

## 插曲
翻唱許冠傑歌曲《浪子心聲》
- 作曲：許冠傑
- 填詞：許冠傑、黎彼得
- 主唱：劉德華、張家輝

## 玩牌类型
- 鋤大弟
- 百家樂
- 射龍門 (撲克遊戲)

## 戲內金句
- 仆你個街，亞視嚟嘅喂！（媽的！怎會是亞視？）

## 外部連結
- 開眼電影網上《賭俠1999》的資料（繁體中文）
- 豆瓣电影上《賭俠1999》的資料 （简体中文）
- 时光网上《賭俠1999》的資料（简体中文）
- AllMovie上《賭俠1999》的资料（英文）
- 爛番茄上《賭俠1999》的資料（英文）
- 香港影庫上《賭俠1999》的資料（繁體中文）
- 互联网电影数据库（IMDb）上《賭俠1999》的资料（英文）